# Life of Agony
Life of Agony ist eine US-amerikanische Alternative-Metal-Band aus New York City.

## Geschichte

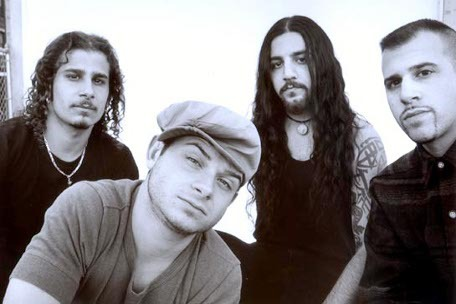
Life of Agony Mitte der 1990er Jahre

Beeinflusst von Bands wie Metallica, Pink Floyd und Black Sabbath wurde Life of Agony im Jahre 1989 von Keith Caputo, Joey Zampella, genannt Joey Z., und Alan Robert gegründet. Später stieß Schlagzeuger Sal Abruscato von Type O Negative hinzu. Ihr Debütalbum River Runs Red wurde 1993 bei Roadrunner Records veröffentlicht, Produzent war der Keyboarder von Type O Negative, Josh Silver. Das Konzeptalbum enthält neben zehn Songs, die Tod und Selbstmord thematisieren, die letzte Woche im Leben eines jungen Mannes, die in Monday, Thursday und Friday erzählt wird. Überwältigt und ohnmächtig ob seiner Probleme stirbt er vermeintlich durch Suizid.
Der Nachfolger von River Runs Red erschien im Jahre 1995 und trägt den Namen Ugly. Nach der anschließenden Tour verließ Schlagzeuger Sal Abruscato die Gruppe und wurde durch den ehemaligen Pro-Pain-Musiker Dan Richardson ersetzt. 1997 erschien das dritte Album Soul Searching Sun, welches betont weicher als seine Vorgänger ausfiel. Noch vor der darauffolgenden Tour verließ Sänger Keith Caputo, und mit ihm seine markante Stimme – ein Markenzeichen von Life of Agony – die Band und wurde durch Whitfield Crane ersetzt, vormals Frontmann von Ugly Kid Joe.
Caputo beschritt daraufhin Solopfade und nahm 1999 sein erstes Soloalbum Died Laughing auf, auf dem er konsequent die ruhigeren Töne anschlägt, die bereits auf dem letzten regulären LoA-Album vertreten waren. Life of Agony trennten sich 1999, ohne mit Crane eine neue Platte aufgenommen zu haben.

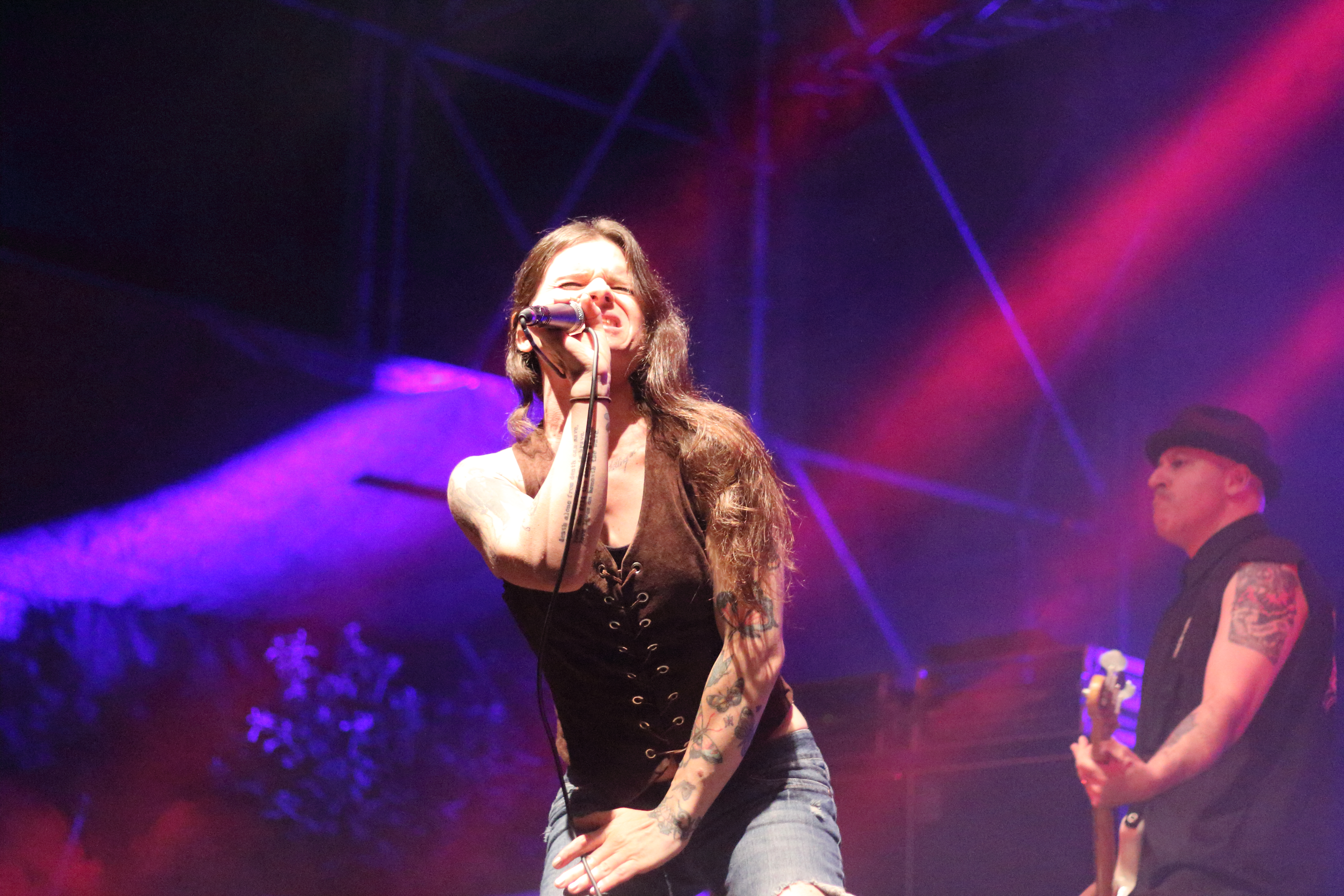
Keith Caputo am PictureOn 2014

Eine Reunion in der Ur-Besetzung erfolgte 2003, als die Band an zwei aufeinanderfolgenden Tagen Konzerte in New York gab. Im Jahr 2005 folgte das Werk Broken Valley, wiederum aufgenommen mit Keith Caputo als Sänger und Sal Abruscato am Schlagzeug. 2006 veröffentlichte Caputo erneut ein Soloalbum namens Heart's Blood on Your Dawn, welches er mit drei jungen Niederländern in Brüssel einspielte. Dieses Werk wird allerdings nur online und auf Konzerten vertrieben.
Im Juli 2010 veröffentlichte die Band über das Label I Scream Records ein weiteres Livealbum mit dem Titel 20 Years Strong – River Runs Red: Live in Brussels. Es umfasst eine Audio-CD mit knapp 75 Minuten Spielzeit sowie eine DVD. Im Februar 2012 verkündete Sal Abruscato, dass sich Life of Agony erneut aufgelöst haben. „Wir werden nicht mehr auftreten, und wir haben unser Studio aufgegeben. Wir fühlen einfach, dass wir am Ende angekommen sind. Wir können uns nicht mehr aufraffen, einen Song zu schreiben.“ Jedoch verkündete die Band 2014 ihre Wiedervereinigung.
Mitte 2016 gab Life of Agony bekannt, dass die Band einen weltweiten Vertrag mit Napalm Records unterschrieben hat. Das fünfte Studioalbum A Place Where There’s No More Pain erschien im April 2017. Im Januar 2018 gaben Life of Agony auf ihrer Facebook-Seite Veronica Bellino, in der Nachfolge von Sal Abruscato, als ihre neue Schlagzeugerin bekannt. Im Oktober 2019 erschien das sechste Studioalbum mit dem Namen The Sound of Scars, auf dem unter anderem die Geschichte des jungen Mannes vom Album River Runs Red fortgesetzt wird. Es stellt sich heraus, dass er den Suizidversuch überlebt hat, aber noch immer mit der psychischen Belastung der Jahrzehnte zurückliegenden Tat kämpft. Die dazu gehörende S.O.S. World Tour führte die Band u. a. zum ersten Mal seit Bestehen nach Australien. 2023 ging die Band zum 30-jährigen Jubiläum von River Runs Red auf '30 YEARS OF RIVER RUNS RED' Welttournee, die sie durch die USA und Europa führt. Auf dieser Tour wird das erste Album der Band in Gänze gespielt.

## Bandmitglieder

Life of Agony live bei With Full Force 2018
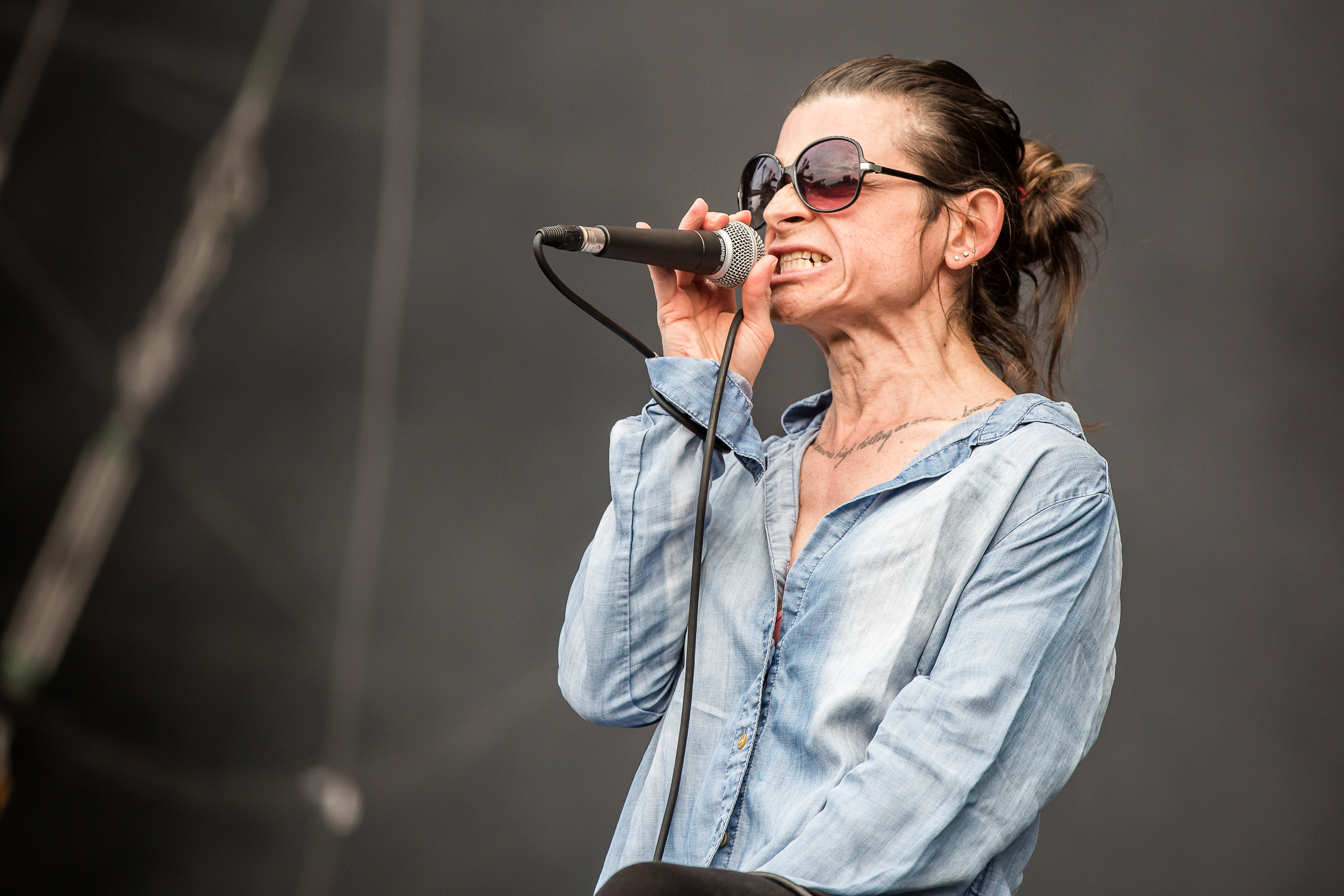
Sänger Keith Caputo
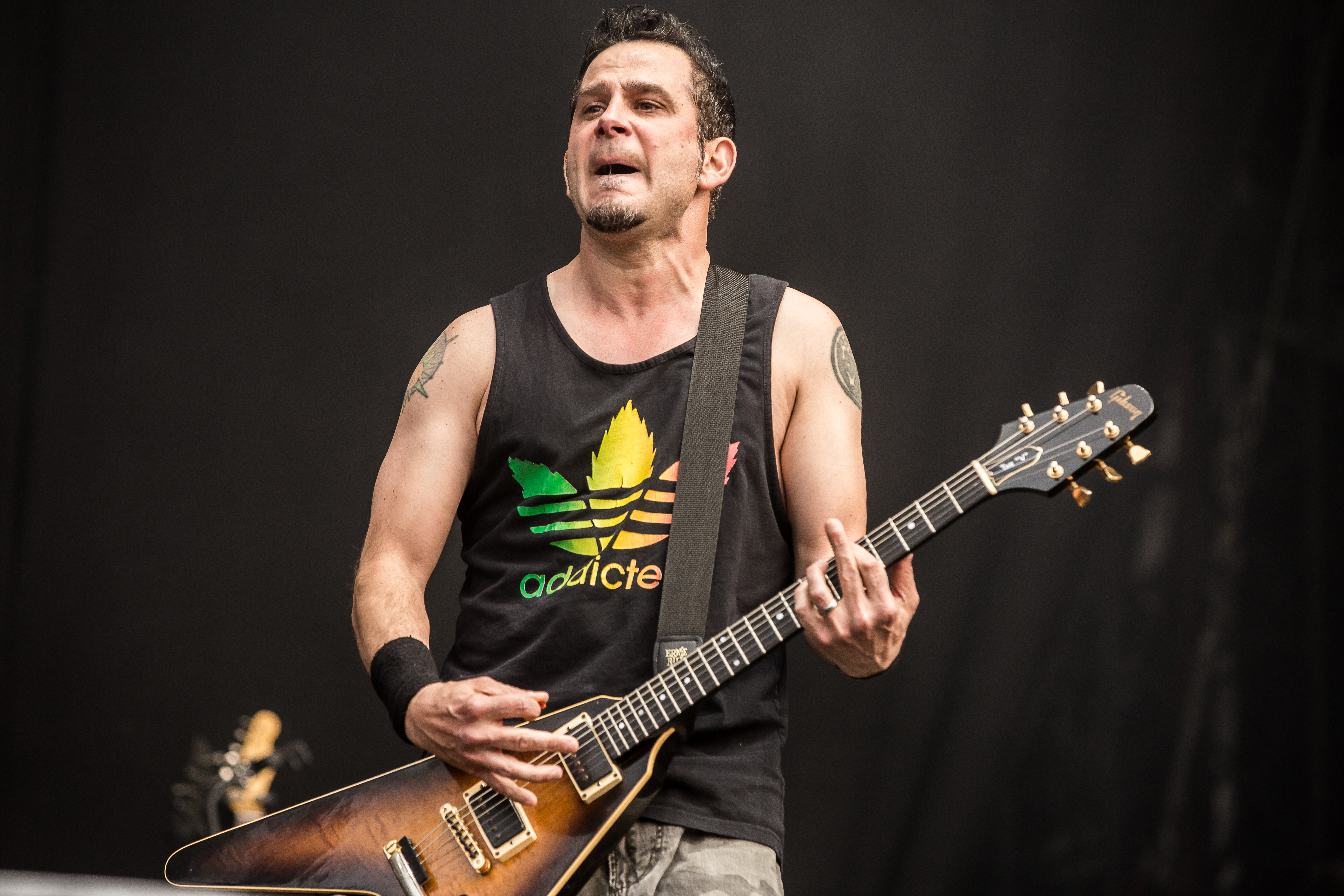
Gitarrist Joey Z.
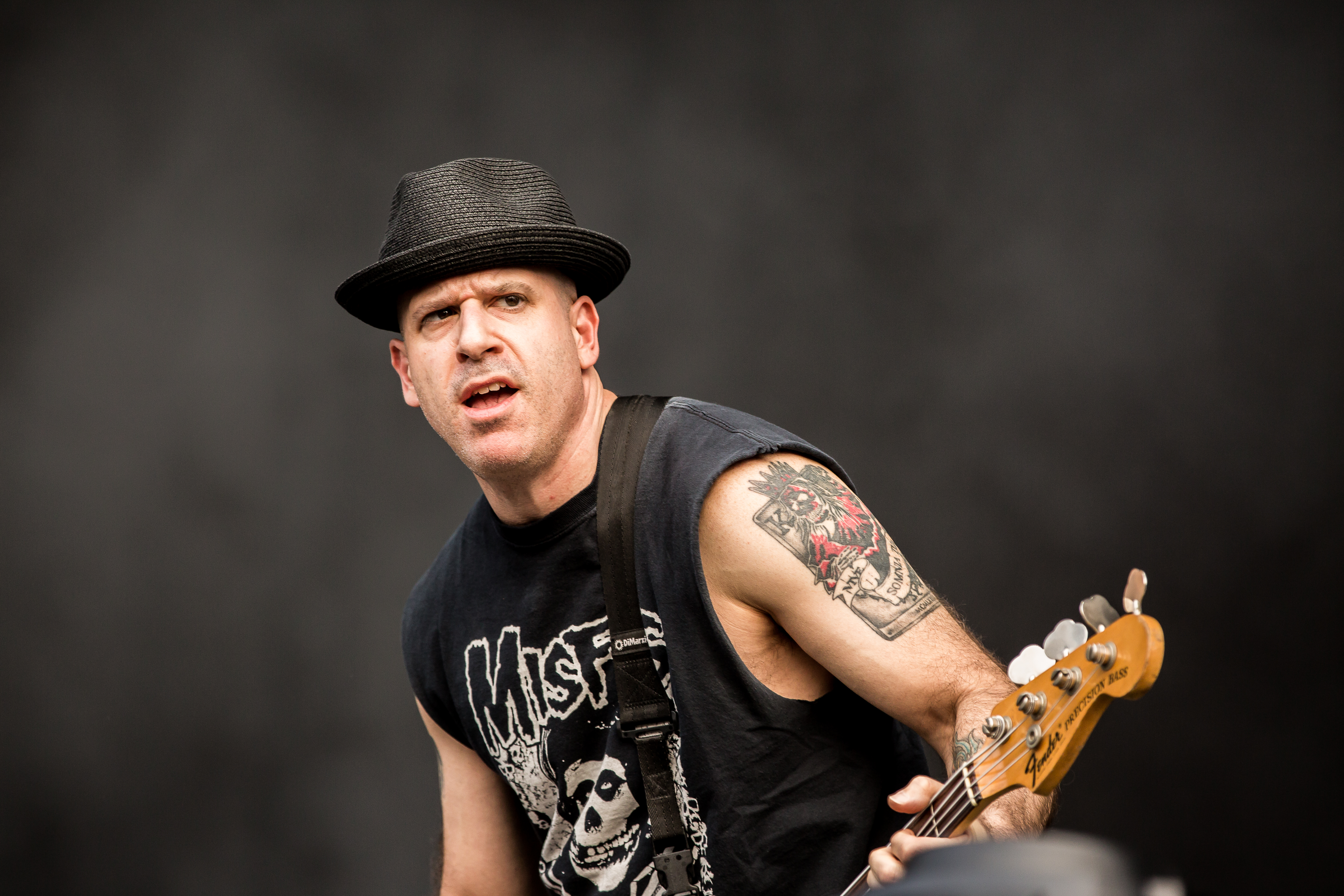
Bassist Alan Robert
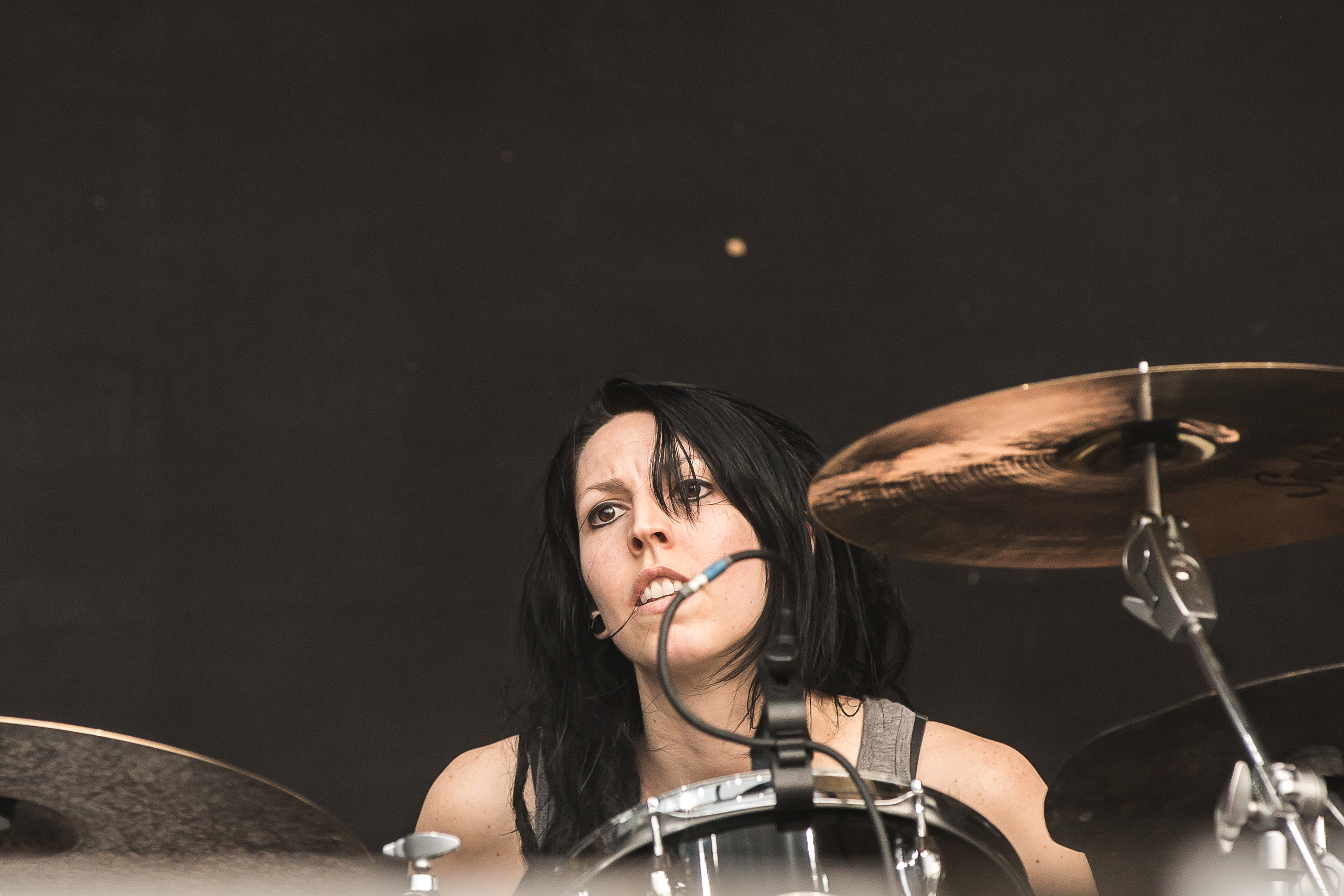
Schlagzeugerin Veronica Bellino

## Diskografie

### Studioalben
| Jahr | Titel Musiklabel                                  | Höchstplatzierung, Gesamtwochen, AuszeichnungChartplatzierungen (Jahr, Titel, Musiklabel, Platzierungen, Wochen, Auszeichnungen, Anmerkungen) | Höchstplatzierung, Gesamtwochen, AuszeichnungChartplatzierungen (Jahr, Titel, Musiklabel, Platzierungen, Wochen, Auszeichnungen, Anmerkungen) | Höchstplatzierung, Gesamtwochen, AuszeichnungChartplatzierungen (Jahr, Titel, Musiklabel, Platzierungen, Wochen, Auszeichnungen, Anmerkungen) | Höchstplatzierung, Gesamtwochen, AuszeichnungChartplatzierungen (Jahr, Titel, Musiklabel, Platzierungen, Wochen, Auszeichnungen, Anmerkungen) | Anmerkungen                             |
| Jahr | Titel Musiklabel                                  | DE | AT | CH | US | Anmerkungen                             |
| ---- | ------------------------------------------------- | --- | --- | --- | --- | --------------------------------------- |
| 1993 | River Runs Red Roadrunner Records                 | DE71 (10 Wo.)DE | — | — | — | Erstveröffentlichung: 12. Oktober 1993  |
| 1995 | Ugly Roadrunner Records                           | DE39 (7 Wo.)DE | — | — | US153 (1 Wo.)US | Erstveröffentlichung: 10. Oktober 1995  |
| 1997 | Soul Searching Sun Roadrunner Records             | DE12 (6 Wo.)DE | AT28 (6 Wo.)AT | — | US157 (1 Wo.)US | Erstveröffentlichung: 5. September 1997 |
| 2005 | Broken Valley Epic Records                        | DE44 (3 Wo.)DE | AT36 (3 Wo.)AT | — | US147 (1 Wo.)US | Erstveröffentlichung: 30. Mai 2005      |
| 2017 | A Place Where There’s No More Pain Napalm Records | DE23 (1 Wo.)DE | AT33 (1 Wo.)AT | CH56 (1 Wo.)CH | — | Erstveröffentlichung: 28. April 2017    |
| 2019 | The Sound of Scars Napalm Records                 | DE34 (1 Wo.)DE | AT69 (1 Wo.)AT | CH82 (1 Wo.)CH | — | Erstveröffentlichung: 11. Oktober 2019  |

Weitere Alben
- 1999: 1989–1999
- 2000: Unplugged at the Lowlands Festival ’97
- 2003: The Best Of
- 2003: River Runs Again Live 2003 (2 CDs, Digipak: 2 CDs + DVD)
- 2010: 20 Years Strong – River Runs Red : Live in Brussels (CD + DVD)

### Singles
- 1994: Through and Through
- 1994: This Time
- 1995: Lost at 22
- 1997: Desire
- 1997: Weeds
- 1998: Tangerine
- 2005: Love to Let You Down

### Videoalben
- 2003: River Runs Again Live 2003 (DVD)
- 2010: 20 Years Strong – River Runs Red: Live in Brussels (DVD & CD)